# 任彦棻
任彥棻（1556年—？），字憲卿，號念峰，山東兖州府任城衛軍籍（滋阳县人）山西文水县人。明朝政治人物、進士出身。

## 生平
嘉靖丙辰（官年）十月初十日生。治诗经。萬曆二十二年（1594年）甲午科第四十五名舉人，二十三年（1595年）聯捷乙未科會試第二百五十九名，三甲八十八名進士，吏部觀政，八月授直隶大城县知縣，二十六年考满，二十八年十二月擢户部雲南司主事，三十三年督饷山西，寧武管粮。三十四年升员外郎、郎中，三十六年升陕西隴右道參議，四十年二月升本省按察司副使，四十一年以事考察降職歸。四十三年（1615年）六月起補四川參議，四十六年被弹劾閑住，四十七年考察。

## 家族
曾祖任孜。祖任珍，寿官、封中宪大夫順天府府丞。父任瀛，字登之，号峄峰，嘉靖乙未（1535年）进士，庶吉士、中議大夫贊治尹巡抚郧阳右佥都御史、祀乡贤。嫡母胡氏，敕封恭人；生母韋氏，敕封孺人。永感下。弟任彥蘖，万历己丑（1589年）进士，官南京户科给事中。娶张氏，封孺人。子懋忠、顯忠，俱庠生；敷忠、宣忠、绪忠、廣忠。